# Anticlinura
Anticlinura is een geslacht van weekdieren uit de klasse van de Gastropoda (slakken).

## Soorten
- Anticlinura atlantica Garcia, 2005
- Anticlinura biconica (Schepman, 1913)
- Anticlinura monochorda (Dall, 1908)
- Anticlinura movilla (Dall, 1908)
- Anticlinura peruviana (Dall, 1908)
- Anticlinura serilla (Dall, 1908)